# Кешельта
Кешельта (груз. ქეშელთა — Кешелта, осет. Чеселты дон) — река в Закавказье. Левый приток Пацы. Длина 18 км, площадь водосборного бассейна — 124 км².
Питание смешанное, с преобладанием ледникового и снегового. Наибольшая водность весной и в начале лета.
На Кешельте расположены населённые пункты Дуодонасто и Кемулта.
Согласно административно-территориальному делению частично признанной Республики Южная Осетия расположена в Дзауском районе Южной Осетии, согласно административно-территориальному делению Грузии — в Джавском муниципалитете Грузии.